# Гвардейский сельский совет
Гвардейский сельский совет (до 1945 года Акчоринский (русский) сельский совет; укр. Гвардійська сільська рада, крымскотат. Aqçora köy şurası) — административно-территориальная единица в Первомайском районе в составе АР Крым Украины (фактически до 2014 года), ранее до 1991 года — в составе Крымской области УССР в СССР, до 1954 года — в составе Крымской области РСФСР в СССР, до 1945 года — в составе Крымской АССР РСФСР в СССР.
Население сельсовета по переписи 2001 года составляло 2036 человек, площадь — 61 км², депутатский корпус на 2009 год — 16 человек.
На 2014 год сельсовет состоял из 3 сёл:
- Гвардейское
- Братское
- Еленовка

## История
В начале 1920-х годов был образован Акчоринский (русский) сельский совет, который к 1926 году числился в составе Джанкойского района. По данным переписи 1926 года в состав совета входило 25 населённых пунктов с населением 1852 человека.
Постановлением ВЦИК РСФСР от 30 октября 1930 года был создан Фрайдорфский еврейский национальный район (переименованный указом Президиума Верховного Совета РСФСР № 621/6 от 14 декабря 1944 года в Новосёловский) (по другим данным 15 сентября 1931 года) и сельсовет включили в его состав, а после разукрупнения в 1935-м и образования также еврейского национального Лариндорфского (с 1944 — Первомайский), переподчинили новому району.
Указом Президиума Верховного Совета РСФСР от 21 августа 1945 года Акчоринский сельсовет был переименован в Гвардейский. С 25 июня 1946 года совет в составе Крымской области РСФСР, а 26 апреля 1954 года Крымская область была передана из состава РСФСР в состав УССР. На 15 июня 1960 года в составе совета числились населённые пункты:

| - Братское - Бугристое - Гвардейское - Даниловка | - Еленовка - Краснодарка - Челюскинец |

Указом Президиума Верховного Совета УССР «Об укрупнении сельских районов Крымской области», от 30 декабря 1962 года был упразднён Первомайский район и совет присоединили к Красногвардейскому, 8 декабря 1966 года Первомайский район был восстановлен. К 1968 году сельсовет был упразднён и сёла входили в Октябрьский. В период 1 января по 1 июня 1968 года Гвардейский сельсовет был восстановлен. На 1 января 1977 года совет уже имел нынешний состав. С 12 февраля 1991 года совет в восстановленной Крымской АССР, 26 февраля 1992 года переименованной в Автономную Республику Крым.
С 2014 года на месте сельсовета находится Гвардейское сельское поселение.